# Stegastes gascoynei
Stegastes gascoynei är en fiskart som först beskrevs av Whitley, 1964.  Stegastes gascoynei ingår i släktet Stegastes och familjen Pomacentridae. IUCN kategoriserar arten globalt som livskraftig. Inga underarter finns listade i Catalogue of Life.